# گرودنگا ماوا
گرودنگا ماوا (به لهستانی:  Grudynia Mała) یک روستا در لهستان است که در گمینا پاوووویچکی واقع شده‌است.